# Clay Apenouvon
 (juin 2023).
Si vous disposez d'ouvrages ou d'articles de référence ou si vous connaissez des sites web de qualité traitant du thème abordé ici, merci de compléter l'article en donnant les références utiles à sa vérifiabilité et en les liant à la section « Notes et références ».
 (juin 2023).
La mise en forme du texte ne suit pas les recommandations de Wikipédia : il faut le « wikifier ».
Les points d'amélioration suivants sont les cas les plus fréquents. Le détail des points à revoir est peut-être précisé sur la page de discussion.
- Les titres sont pré-formatés par le logiciel. Ils ne sont ni en capitales, ni en gras.
- Le texte ne doit pas être écrit en capitales (les noms de famille non plus), ni en gras, ni en italique, ni en « petit »…
- Le gras n'est utilisé que pour surligner le titre de l'article dans l'introduction, une seule fois.
- L'italique est rarement utilisé : mots en langue étrangère, titres d'œuvres, noms de bateaux, etc.
- Les citations ne sont pas en italique mais en corps de texte normal. Elles sont entourées par des guillemets français : « et ».
- Les listes à puces sont à éviter, des paragraphes rédigés étant largement préférés. Les tableaux sont à réserver à la présentation de données structurées (résultats, etc.).
- Les appels de note de bas de page (petits chiffres en exposant, introduits par l'outil «  Source ») sont à placer entre la fin de phrase et le point final[comme ça].
- Les liens internes (vers d'autres articles de Wikipédia) sont à choisir avec parcimonie. Créez des liens vers des articles approfondissant le sujet. Les termes génériques sans rapport avec le sujet sont à éviter, ainsi que les répétitions de liens vers un même terme.
- Les liens externes sont à placer uniquement dans une section « Liens externes », à la fin de l'article. Ces liens sont à choisir avec parcimonie suivant les règles définies. Si un lien sert de source à l'article, son insertion dans le texte est à faire par les notes de bas de page.
- La présentation des références doit suivre les conventions bibliographiques. Il est recommandé d'utiliser les modèles {{Ouvrage}}, {{Chapitre}}, {{Article}}, {{Lien web}} et/ou {{Bibliographie}}. Le mode d'édition visuel peut mettre en forme automatiquement les références.
- Insérer une infobox (cadre d'informations à droite) n'est pas obligatoire pour parachever la mise en page.

Pour une aide détaillée, merci de consulter Aide:Wikification.
Si vous pensez que ces points ont été résolus, vous pouvez retirer ce bandeau et améliorer la mise en forme d'un autre article.
 (mai 2025).
Clay Apenouvon est un artiste contemporain, plasticien togolais.
Il représente « une valeur sûre de l'art contemporain » selon RFI en 2023.

## Biographie

### Enfance et formation artistique
Clay Apenouvon naît en 1970 à Lomé au Togo. il est le 5e enfant d'une fratrie de 8 (4 sœurs, 3 frères). Son père décède en 1978 dans un accident de voiture. Le prénom Clay lui est donné en hommage au boxeur Cassius Clay.
Il entre à l'école primaire catholique Sainte Aloïse d’Abové, puis au collège Mon Seigneur Joseph Strebler jusqu'en 1984 où il rompt définitivement avec le système scolaire. Il décrit son court passage par l'institution scolaire comme une relation conflictuelle et affirme que dès le plus jeune âge, c’est dans la créativité qu'il trouve la source de son épanouissement.
En 1986 il entre en formation dans un atelier d'art appliqué (Artmodesty) dans lequel il est formé à la sérigraphie, le dessin, la peinture traditionnelle, ainsi que la typographie destinée aux enseignes publicitaires. Il y travaille durant deux ans jusqu'en 1988 où il décide de s'installer à son propre compte dans le même domaine d'activité. Fasciné par le pouvoir de l'image et maîtrisant les techniques de la peinture et du dessin, il affirme sa volonté de donner à sa création une portée plus grande et de s’accomplir en tant qu’artiste.

#### Arrivée en France et première œuvres
En 1992 il quitte le Togo pour l'Europe. Il arrive à Hambourg et y reste six mois puis rejoint la France où il est accueilli par sa sœur à Mantes-La-Jolie dans le quartier du Val Fourré. Durant 6 ans il vit de divers petit boulots (déménageur, peintre en bâtiment…). Il se fait connaître auprès du service culturel de la ville et est invité par des associations à faire des ateliers d'arts plastiques dans les maisons de quartiers, ainsi qu'au Centre Culturel Lechaplin où il expose à plusieurs reprises ses peintures. En 1997, Clay rencontre Claude Viallat durant son exposition "Espaces Limitrophes", se déroulant à L'Hôtel Dieu de Mantes-La-Jolie. Il en apprécie beaucoup la démarche artistique et découvre dans le même temps le mouvement Support-Surface dont Claude Viallat est l'un des principaux acteurs.
En 1998 Il obtient son premier titre de séjour provisoire et s'installe à Mantes-La-Jolie. Il réalise pour la ville, un travail de peinture sur panneaux en bois autour du thème de la coupe du Monde de football qui se déroule cette même année en France. Il travaille aussi quelque temps comme animateur socio-culturel dans l’association AJIR à La Verrière entre 1999 et 2001. Il travaille aussi à l'usine Renault de Flins-Sur-Seine sur la chaine d'assemblage de véhicules.
En 2001 il quitte son emploi chez Renault afin de se consacrer entièrement à la création artistique. Il s’intéresse à cette époque au mouvement du Nouveau Réalisme dont la création plastique se caractérise par une appropriation du réel. Ces découvertes ont nourri sa réflexion artistique autour de la création de l’œuvre d’art par l’ajout de la substance de l’esprit dans l’objet. L’œuvre est alors la concrétisation tangible de la pensée de l’artiste.
En 2003, il travaille avec Mounir Fatmi, avec qui il collabore dans le cadre de la restitution de la résidence "Oval Project" à l'exposition "L'Image Dans La Tête" au Centre Culturel Le Chaplin à Mantes-La-Jolie. Il renoue alors avec la lecture et sera très inspiré par La théorie de l’art moderne de Paul Klee, La ligne de couleur de W. E. B. DU BOIS et La Société du spectacle de Guy Debord. Il découvre différents mouvements artistiques marquants le XXe siècle en Occident, parmi lesquels Arte povera, les travaux de l’artiste Giuseppe Penone Michelangelo Pistoletto, les ready-made de Marcel Duchamp, le Nouveau Réalisme du sculpteur français Arman et ses Accumulations D’Objets ainsi que ses célèbres Colères, le peintre Pierre Soulage avec son œuvre Outre-Noir.
Sa première série de peintures "Carton en Carton Sur Carton" qu'il débute en 2005, est l'expression de sa compréhension de l’art, nourrie de ses expériences et est un dialogue direct entre les réalités et Leurs images, peinture figurative de cartons d’emballages peints sur des supports en cartons.
Clay est introduit à la FIAC par son ami Pip Chodorov dans le but d’aider à l’installation de son stand. Il profite de cette occasion pour récupérer un morceau de carton d’emballage, probablement d’une œuvre d’art et peint sur ce même carton, un carton ouvert sur le dessus, avec un strict minimum de matériel récupéré sur place. L’œuvre est rangée sous une table dans le stand de la Film Gallery. Plus tard, il revient à la foire dans un moment d’affluence en tant que visiteur et récupère son œuvre cachée. Il la signe et la titre "Carton clandestin, FIAC 2006". En voulant sortir de la foire, il s'en trouve empêché par l’équipe de sécurité. Il apparait que son carton d’emballage vide et clandestin pourrait être une œuvre d’art et peut-être volée. Il lui a fallu un papier, un "bon de sortie", pour son carton clandestin. Cette "performance" a été filmée.
Il commet aussi : Ceci est un carton d'une pipe en hommage et en réponse au célèbre tableau du peintre surréaliste René Magritte Ceci n'est pas une pipe, issue de la série La Trahison Des Images de 1929.

## 2010: Plastic Attack et début de reconnaissance artistique
C'est à partir de 2010 que Clay réalisera ses premières œuvres à partir de sacs plastiques jetables usagers (récupérés au marché d'Aubervilliers) qu'il déchire, tend et colle sur divers supports en leur donnant la forme d'une explosion et qu'il nomme "Plastic Attack". Tirant parti de l’installation comme mode de présentation, sa série "Plastic Attack" questionne la façon dont l’opinion publique se saisit des enjeux écologiques en mettant en avant l’abondance du plastique dans notre environnement.
En résidence à "Fresh winds" (The international Art Biennal) en Islande, pour l’exposition de restitution, Clay propose pour la première, une installation à 4 dimensions, une explosion de valises en carton bourrées de sacs en plastique de couleurs, un attentat plastique figé dans l’espace et dans le temps.
En 2012, Il gagne un appel à projets d’arts initié par le Futuroscope pour son 25e anniversaire, une opportunité pour lui de projeter son travail "Plastic Attack" à l’extérieur, dans l'environnement naturel du parc.

### 2013 Le Film Noir De Lampedusa film plastique étirable noir[8]
En octobre 2013, Clay Apenouvon est profondément choqué par le naufrage au large de Lampedusa. Clay Apenouvon décide alors d'utiliser le film plastique noir employé pour l'emballage industriel des palettes pour rendre compte de ces tragédies humaines. Cette œuvre se charge alors d’une noirceur tragique puisqu’il y établit un parallèle entre la marée noire et les corps des migrants naufragés qui s’échouent sur les côtes européennes. Par cette métaphore violente et dérangeante que les médias lui ont inspirée, l’artiste dénonce l’indifférence des opinions publiques face à ces catastrophes humaines ainsi que la déshumanisation produite par les récits et les débats politiques traitant de l’immigration. Pour rendre leur humanité à chaque individu disparu en mer, Clay place dans cette installation des objets du quotidien comme des jouets d’enfants, des portefeuilles ou encore des chaussures. Ces objets sans propriétaire sont autant de souvenirs de vies et d’éléments d’histoires personnelles. Le caractère ordinaire et universel des objets choisis rapproche le regardeur et ces migrants naufragés en mer donnant aux œuvres une force particulière.
Cette installation est exposée pour la première fois en 2015 à la fondation Blachère à Apt (France) et dans la même année au sein de l'église Saint-Merri.
Durant la période 2010-2015, Clay Apenouvon obtiendra une certaine reconnaissance à l'égard de son travail. Son œuvre "Plastic Attack" et ses multiples itérations seront montrées durant le déroulement d'évènement à vocations artistiques 

## 2016: visibilité internationale
En 2016 d'autres itérations du "Film Noir" sont exposées à la "Mariane Ibrahim Gallery", à Seattle. Puis au Festival de la Memoria 2017, MAV Museum d'Ercolano en 2017
En 2018 plusieurs mouvements de consommateurs à travers l'Europe (le premier a lieu en Angleterre) se rendent en nombres dans des supermarchés et se débarrassent, au moment de payer leurs articles de tous leurs emballages plastiques superflus. Ces mouvements se nommeront eux aussi "Plastic Attack" et certains d'entre eux se revendiqueront du travail de Clay Apenouvon. Il est important de noter en outre que ces mouvements de consommateurs amènentt, au fil du temps, plusieurs pays d'Europe et par la suite du monde, à réfléchir, légiférer et réguler la distribution d'emballages plastiques jetables dans le secteur de la grande Distribution.
Très vite, Clay Apenouvon s'intéresse et ajoute dans ses œuvres un matériel supplémentaire : les couvertures dites "de survie" qui sont elles aussi faites à partir d'une feuille plastique à double face, l'une dorée et l'autre argentée. Ces couvertures de survie sont pour l'artiste représentatives aussi bien des conditions difficiles des réfugiés arrivants sur les cotes européennes que d'une falsification de la valeur de l'or, symbole de richesse et d'abondance.
En 2019 il tend ce même film d'emballage sur des châssis en bois et les nomme "Emballage de châssis". Dans le même temps il crée des personnages portant leur tête comme un fardeau qu'il nommera "les passeurs". Tous deux seront exposés dans l'exposition collective "Material INSANITY", au musée d'art contemporain Africain Macaal.
En 2020 il continue ses recherches autour de ce matériel film plastique d'emballage industriels noir et recycle et assemble les déchets de ses œuvres précédentes en petits carrés thermo pressés puis cousus les un aux autres qu'il nommera "Sculpture Murale" et qui seront exposés à la Mariane Ibrahim gallery de Chicago et à la galerie Véronique Rieffel à Paris.

## Sérigraphie
En 2007 il s'associe avec son frère cadet (Komlavi Apenouvon), afin de créer un atelier de création et d'impression "Atelier Emballage" et dépose une marque : "Emballage", puis crée plusieurs séries de T-shirts. Il choisit le T-shirt comme support afin d'explorer l'idée "D'Art Portable". Un nouveau moyen pour lui de "faire-marché" de ses créations dans les rues avec l'idée qu'un vêtement "est un emballage dont le corps est son contenu".
La série "African Legend" a pour objectif la célébration de personnalités africaines, d'horizon et de pays divers. On retrouve notamment au sein de cette série Steve Biko, Miriam Makeba, Thomas Sankara, Fela Kuti ou encore Patrice Lumumba.
Une autre série plus tardive, se fait conséquemment à l'œuvre "Plastic Attack" au milieu des années 2010 et portera le même nom.
Il réalise aussi un sac de frappe de boxe dont l'enveloppe est sérigraphiée sur un thème d'icône sainte, "Paroisse St François de Bamboulie", accompagné d'une paire de gants de boxe sur lesquels est peinte la silhouette d'un masque africain traditionnel.

## Scénographie
En 2016 Clay Apenouvon réalise la scénographie et les costumes de l'opéra Proserpina au Teatro dell’Opera di Roma, mis en scène et dirigé par Walter Kobéra et Valentina Carrasco.
En 2018 il réalise la scénographie et les costumes de la performance In/Contro dont la première à lieu au Tarmac à Paris, et mis en scène par la chorégraphe Luigia Riva.
En 2021 il réalise la scénographie du spectacle vivant Les Masques Tombent, mis en scène par le chorégraphe et danseur camerounais Zora Snake. La première de ce spectacle aura lieu à Lomé au Togo, villes natale de l'artiste.

## Expositions
- 1998 : Mantes-La-Jolies[2].
- 2010 : 
  - Centre Culturel Le Chaplin Mantes-La-Jolies.
  - Fresh Wind[6], Islande.

- 2011 : Ballade en Yvelines

- 2012 : Plastic attack 5[7], Futuroscope

- 2014 : TAKEAWAY[15], Futuroscope

- 2015 : 
  - Fondation Blachère VISIBLE/INVISIBLE[16], Apt
  - London, African contemporary art fair, Londres
  - New York, African contemporary art fair

- 2016 :
  - Film noir, solo show at Mariane Ibrahim gallery, Seattle.
  - SEATTLE ART FAIR 2016[17]
  - Proserpina[12], Teatro dell’Opera di Roma

- 2017 : 
  - Le ver est dans le fruit, Le jour qui vient, à la Galerie des galeries[18], Paris, France.
  - Black History Month[19], Florence

- 2018 : 
  - RESIGNIFICATIONS: THE BLACK MEDITERRANEAN GROUP EXHIBITION |MANIFESTA12: PALERMO[20]
  - Miami Beach Untitled Art Fair 2018[21]

- 2019 : 
  - La FIAC[22], Paris, France.
  - EXPO CHICAGO 2019[23]
  - Material Insanity[24], au musée Macaal

- 2020 : Messe Pour Le Temps Présent, Variations[25].

- 2021 : 
  - Film noir cadre doré-Ré-création[26] à la fondation Blachère
  - Là où est la mer, 2021[27]. Au Passerelle Centre d’art
  - Art Paris 2021.
  - ST-ART 2021[28].
  - Les Masques Tombent (spectacle vivant) Zora Snake & Clay Apenouvon[14].

- 2022 :
  - LONDON African contemporary art fair
  - Miami Art Week

- 2023 : Noir Total, 110 Galerie Véronique Rieffel[29], Paris